# Agrotera ignepictoides
Agrotera ignepictoides is een vlinder uit de familie van de grasmotten (Crambidae). De wetenschappelijke naam van de soort is voor het eerst gepubliceerd in 1916 door Lionel Walter Rothschild.
De soort komt voor in Indonesië (Papoea).